# Daniela Cristina Zappi
Dra. Daniela Cristina Zappi (1965 ) es una botánica brasileña. Se desempeña académicamente como investigadora Senior, del Equipo de América Tropical, en el herbario del Kew Gardens.

## Algunas publicaciones
- carla poleselli Bruniera; daniela cristina Zappi, milton Groppo. 2015. Rudgea agresteophila and R. hileiabaiana (Palicoureeae, Rubiaceae): two new species from eastern Bahía, Brazil. Phytotaxa: a rapid international journal for accelerating the publication of botanical taxonomy 202: 289.

- n.p. Taylor, daniela c. Zappi. 2004. Cacti of Eastern Brazil. Kew, UK, Royal Botanic Gardens

- --------------, -------------------. 1989. An alternative view of generic delimitation and relationship in tribe Cereeae (Cactaceae). Bradleya 7: 13-40

### Libros
- daniela c. Zappi. 2014. Water Sustainability System at Gardens by the Bay. 123 pp. ISBN 9810786727, ISBN 9789810786724

- -------------------, yan szu Ong. 2014. Guides to Gardens by the Bay: Sculptures. Cingapura: Gardens by the Bay, 78 p.

- -------------------, ---------------. 2013. Guides to Gardens by the Bay: Sculptures. Ed. 	Arthur Voo, 78 pp. ISBN 9810786476, ISBN 9789810786472

- charlotte morley Taylor, daniela c. Zappi. 2006. Flora of Ecuador: Rubiaceae (part 5) Psychotrieae. Flora of Ecuador 79. Editor Department of plant and environmental sci. Göteborg University, 113 pp. ISBN 918552901X

- nigel Taylor, nigel p. Taylor, daniela c. Zappi. 2004. Cacti of Eastern Brazil. Edición ilustrada de Royal Botanic Gardens, Kew, 499 pp. ISBN 1842460560

- daniela c. Zappi, t.s. Nunes. 2002. Lista preliminar da familia Rubiaceae na região nordeste do Brasil. Volumen 1 de Repatriation of Kew Herbarium data for the Flora of Northeastern Brazil series. Editor Royal Botanic Gardens, 50 pp. ISBN 1842460447

- -------------------. 1994. Pilosocereus (Cactaceae): the genus in Brazil. Vol. 3 de Succulent plant research. Edición ilustrada de D. Hunt, 160 pp. ISBN 0951723448

- -------------------. 1992. Revisão taxonômica de Pilosocereus Byles & Rowley (Cactaceae) no Brasil. 542 pp.

### Capítulo de libros
- daniela c. Zappi, rodrigo Amaro, leonardo Novaes. 2014. Livro Vermelho da Flora do Brasil Plantas Raras do Cerrado, 1ª ed. cap. Rubiaceae. Ed. Andrea Jakobsson & Instituto de Pesquisas Jardim Botânico do Rio de Janeiro, pp.236-239

## Honores

### Epónimos
- (Orchidaceae) Anettea zappii (Pabst) Szlach. & Mytnik[3]

- (Orchidaceae) Brasilidium zappii (Pabst) Campacci[4]

- (Orchidaceae) Gomesa zappii (Pabst) M.W.Chase & N.H.Williams[5]

### Miembro de cuerpo editorial[1]
- 2007 - actual, Periódico: Rodriguesia
- 2006 - actual, Periódico: Boletim de Botânica (USP)